# 法樂琪
法樂琪是台北市一家法式料理餐廳，由張振民於1993年所創立。於1994年開幕，目前共有2家分店，分別位於天母商圈的法樂琪天母店、及板橋的大遠百貨。

## 外部連結
- 法樂琪網站(已失效)
- 法樂琪官方FB粉絲頁 （页面存档备份，存于）